# ایزوتوپ پرتوزا

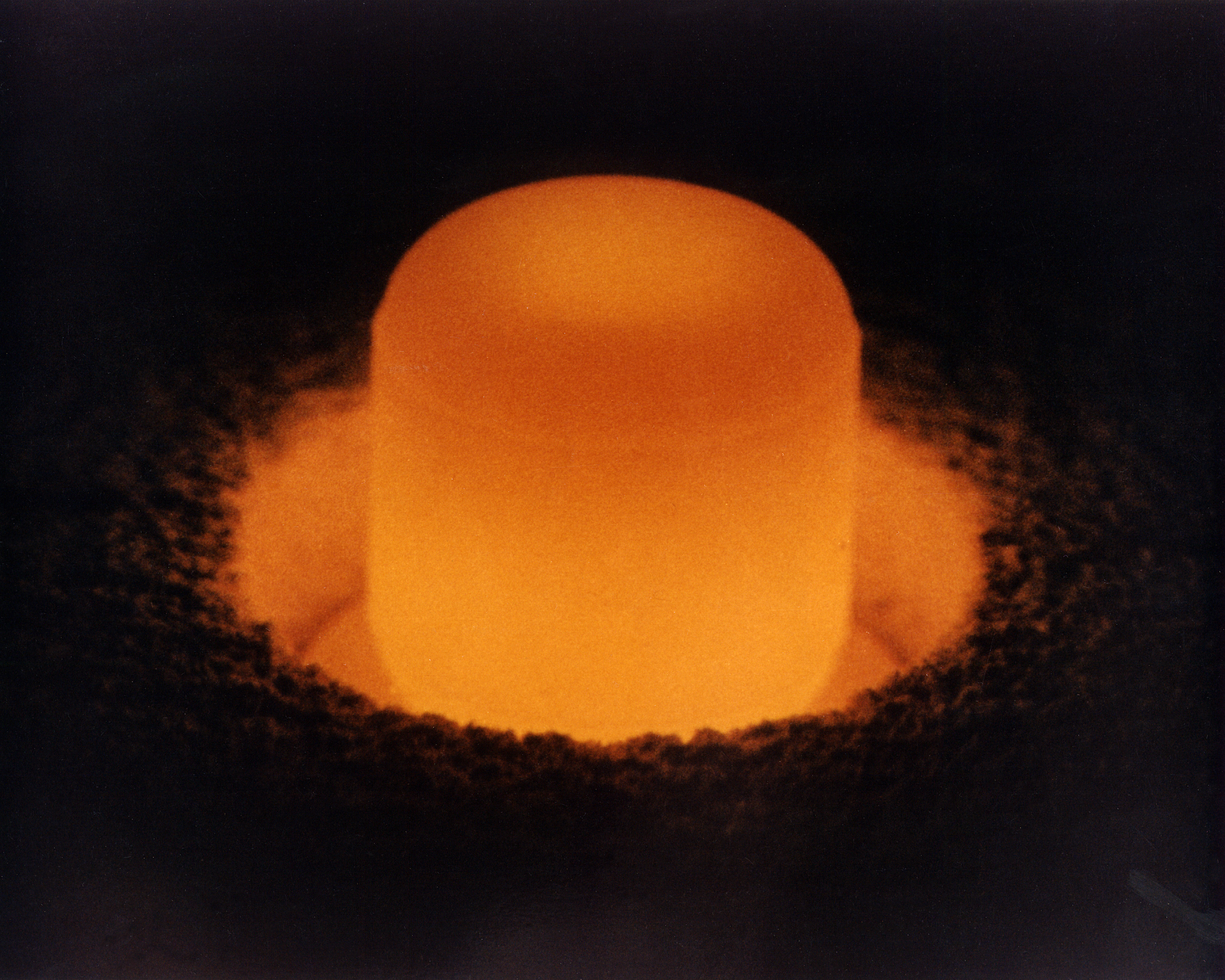
یک ساچمه رادیو ایزوتوپ پلوتونیومی

ایزوتوپ‌های پرتوزا یا رادیواَکتیو را ایزوتوپ‌های ناپایدار هم می‌گویند. در این‌گونه از ایزوتوپ هسته به صورت پرتوی آلفا، بتا، گیراندازی الکترون و… واپاشی می‌شود و به حالتهای پایدارتری از انرژی می‌رسد. این نوع ایزوتوپ‌ها با اینکه خطرناک هستند، اما در زندگی کاربردهای مفیدی دارند.
مثلاً ایزوتوپ ناپایدار، در کارهایی مانند:
- تولید انرژی
- نیروگاه‌های هسته‌ای
- زیردریایی‌های هسته‌ای
- شناسایی و درمان بیماری‌ها
- دستگاه اشعهٔ X و سی‌تی‌اسکن
- تشخیص آتش‌سوزی:مواد پرتوزا در دستگاه‌های تشخیص آتش‌سوزی و … کاربرد دارد

رادیونوکلید (نوکلید رادیواکتیو، یا ایزوتوپ رادیواکتیو) به ایزوتوپی اطلاق می‌شود که دارای تعداد اضافی از نوترون‌ها یا پروتون‌ها است. این امر باعث می‌شود که انرژی هسته‌ای اضافی داشته باشد و آن را ناپایدار کند. این انرژی اضافی می‌تواند به یکی از سه روش مورد استفاده قرار گیرد: به صورت تابش گامای منتشر شده از هسته، انتقال به یکی از الکترون‌های خود تا به عنوان یک الکترون تبدیل شده آزاد شود، یا برای ایجاد و انتشار یک ذره جدید (ذره آلفا یا ذره بتا) از هسته استفاده شود. در طی این فرآیندها، گفته می‌شود که رادیوایزوتوپ تحت فرآیند تجزیه رادیواکتیو قرار می‌گیرد.
این تابش‌ها به عنوان تابش یونیزه‌کننده در نظر گرفته می‌شوند زیرا به اندازه‌ای انرژی دارند که می‌توانند یک الکترون را از اتم دیگری آزاد کنند. تجزیه رادیواکتیو می‌تواند یک ایزوتوپ پایدار تولید کند یا گاهی اوقات یک رادیوایزوتوپ ناپایدار جدید تولید نماید که ممکن است تحت تجزیه بیشتری قرار گیرد. فرآیند تجزیه رادیواکتیو در سطح اتم‌های منفرد یک فرآیند تصادفی است و پیش‌بینی زمان تجزیه یک اتم خاص غیرممکن است.

با این حال، برای مجموعه‌ای از اتم‌های یک نوکلید خاص، نرخ تجزیه و بنابراین نیمه‌عمر (t1/2) برای آن مجموعه می‌تواند از ثابت‌های تجزیه اندازه‌گیری شده آن‌ها محاسبه شود. دامنه نیمه‌عمرهای اتم‌های رادیواکتیو هیچ محدودیتی ندارد و در بازه زمانی بیش از 55 مرتبه بزرگی گسترده است.
رادیوایزوتوپ ها به طور طبیعی وجود دارند یا به صورت مصنوعی در راکتورهای هسته‌ای، سیکلترون‌ها، شتاب‌دهنده‌های ذرات یا ژنراتورهای رادیوایزوتوپ تولید می‌شوند. حدود 730 رادیوایزوتوپ با نیمه‌عمر بیشتر از 60 دقیقه وجود دارد (برای مشاهده لیست ایزتوپ ها). سی و دو مورد از آن‌ها رادیوایزوتوپ های اولیه هستند که قبل از شکل‌گیری زمین ایجاد شده‌اند. حداقل 60 رادیوایزوتوپ دیگر در طبیعت قابل شناسایی هستند، چه به عنوان فرزندان رادیوایزوتوپ های اولیه و چه به عنوان رادیوایزوتوپ هایی که از طریق تولید طبیعی بر روی زمین توسط تابش کیهانی تولید شده‌اند. بیش از 2400 رادیوایزوتوپ با نیمه‌عمر کمتر از 60 دقیقه وجود دارد. بیشتر این موارد تنها به صورت مصنوعی تولید می‌شوند و نیمه‌عمرهای بسیار کوتاهی دارند. برای مقایسه، حدود 251 ایزوتوپ پایدار وجود دارد.
تمام عناصر شیمیایی می‌توانند به صورت رادیوایزوتوپ وجود داشته باشند. حتی سبک‌ترین عنصر، هیدروژن، دارای یک رادیوایزوتوپ معروف به نام تریتیوم است. عناصر سنگین‌تر از سرب و همچنین عناصر تکنسیوم و پرومتیم تنها به عنوان رادیوایزوتوپ ها وجود دارند.
قرار گرفتن غیرمترقبه در معرض رادیوایزوتوپ ها معمولاً تأثیر مضری بر روی موجودات زنده از جمله انسان‌ها دارد، هرچند که سطوح پایین قرارگیری به طور طبیعی بدون آسیب رخ می‌دهد. درجه آسیب به ماهیت و شدت تابش تولید شده، مقدار و نوع قرارگیری (تماس نزدیک، استنشاق یا بلع) و خواص بیوشیمیایی عنصر بستگی خواهد داشت؛ با افزایش خطر ابتلا به سرطان به عنوان معمول‌ترین عارضه. با این حال، رادیوایزوتوپ هایی با خواص مناسب در پزشکی هسته‌ای برای تشخیص و درمان استفاده می‌شوند. یک نشانگر تصویربرداری ساخته شده با رادیوایزوتوپ ها به عنوان نشانگر رادیواکتیو شناخته می‌شود. یک داروی ساخته شده با رادیوایزوتوپ ها نیز به عنوان رادیو دارویی شناخته می‌شود.

## پیشینه
در سال ۱۸۹۶ هانری بکرل دریافت که اورانیوم، ماده‌ای پرتوزا است. اندکی بعد، ایزوتوپ‌های موجود در طبیعت مانند رادیوم و پلونیوم شناسایی شدند. بسیاری از رادیوایزوتوپ‌های طبیعی دارای نیم عمری طولانی (بزرگتر از ۱۰۰۰ سال) اند.

### حالت پایداری رادیوایزوتوپ
رادیوایزوتوپ‌ها با گسیل پرتوهای الکترومغناطیس یا ذرات باردار به سوی پایداری پیش می‌روند. سه فرایندی که از طریق آن‌ها یک رادیوایزوتوپ سعی می‌کند به پایداری برسد، واپاشی آلفا، بتا و گاما نامیده می‌شوند.

### علت وجود رادیوایزوتوپ ها
دو نوع نیروی هسته‌ای قوی و الکترومغناطیسی، پایداری یک هسته را مشخص می‌کند. نیروهای قوی میان یک جفت نوکلئون (مانند پروتون - پروتون یا نوترون) عمل می‌کنند. آن‌ها از نوع نیروی ربایش‌اند. نیروهای الکترومغناطیسی، تنها میان پروتون‌ها عمل می‌کند و رانشی است. عدم تعادل بین این دو نیرو منجر به ناپایداری و وجود رادیوایزوتوپ می‌شود. رادیوایزوتوپ‌ها می‌توانند مثل رادیوم، پلوتونیوم، اورانیوم به‌طور طبیعی وجود داشته باشند یا به روش‌های آزمایشگاهی پدید آیند.

### رادیوایزوتوپ های طبیعی
در زمین، رادیوایزوتوپ های طبیعی به سه دسته اصلی تقسیم می‌شوند: رادیوایزوتوپ های اولیه، رادیوایزوتوپ های ثانویه و رادیوایزوتوپ های کیهانی.
رادیوایزوتوپ ها در فرآیندهای هسته‌ای ستاره‌ای و انفجارهای ابرنواختری به همراه ایزوتوپ های پایدار تولید می‌شوند. اکثر این رادیونوکلیدها به سرعت تجزیه می‌شوند، اما همچنان می‌توان آن‌ها را به‌طور نجومی مشاهده کرد و این رادیونوکلیدها می‌توانند نقش مهمی در درک فرآیندهای نجومی ایفا کنند. رادیونوکلیدهای اولیه، مانند اورانیوم و توریم، در زمان حاضر وجود دارند زیرا نیمه‌عمر آن‌ها به قدری طولانی است (بیش از 100 میلیون سال) که هنوز به طور کامل تجزیه نشده‌اند. برخی از رادیوایزوتوپ ها دارای نیمه‌عمرهایی به‌قدری طولانی هستند (چندین برابر سن جهان) که تجزیه آن‌ها تنها به تازگی شناسایی شده است و برای بیشتر اهداف عملی می‌توان آن‌ها را پایدار در نظر گرفت، به‌ویژه بیسموت-209: شناسایی این تجزیه به این معنی بود که دیگر بیسموت به عنوان یک عنصر پایدار در نظر گرفته نمی‌شود. ممکن است تجزیه در ایزوتوپ های دیگری نیز مشاهده شود که به این فهرست رادیوایزوتوپ های اولیه افزوده شود.
رادیوایزوتوپ های ثانویه ایزوتوپ‌های رادیوژنیک هستند که از تجزیه رادیوایزوتوپ های اولیه ناشی می‌شوند. این رادیوایزوتوپ ها دارای نیمه‌عمرهای کوتاه‌تری نسبت به رادیوایزوتوپ های اولیه هستند. آن‌ها در زنجیره تجزیه ایزوتوپ‌های اولیه مانند توریم-232، اورانیوم-238 و اورانیوم-235 به وجود می‌آیند. نمونه‌هایی از این رادیوایزوتوپ ها شامل ایزوتوپ‌های طبیعی پولونیوم و رادیوم هستند.ایزوتوپ‌های کیهانی، مانند کربن-14، به دلیل تشکیل مداوم آن‌ها در جو به علت پرتوهای کیهانی وجود دارند. 
بسیاری از این رادیوایزوتوپ ها تنها در مقادیر جزئی در طبیعت وجود دارند، از جمله تمامی ایزوتوپ های کیهانی. رادیوایزوتوپ های ثانویه به نسبت نیمه‌عمرهای خود رخ می‌دهند، بنابراین رادیوایزوتوپ های با عمر کوتاه بسیار نادر خواهند بود. به عنوان مثال، پولونیوم می‌تواند در سنگ معدن‌های اورانیوم با مقدار حدود 0.1 میلی‌گرم در هر تن متریک (1 قسمت در 10^10) یافت شود.
همچنین ممکن است رادیوایزوتوپ های بیشتری در طبیعت در مقادیر تقریباً غیرقابل شناسایی به دلیل رویدادهای نادر مانند شکافت خودبخودی یا تعاملات غیرمعمول پرتوهای کیهانی وجود داشته باشند.

### شکافت هسته‌ای
رادیوایزوتوپ ها به عنوان یک نتیجه اجتناب‌ناپذیر از فرآیند شکافت هسته‌ای و انفجارهای ترموهسته‌ای تولید می‌شوند. فرآیند شکافت هسته‌ای طیف گسترده‌ای از محصولات شکافتی را ایجاد می‌کند که بیشتر آن‌ها رادیوایزوتوپ  هستند. همچنین رادیونوکلیدهای بیشتری می‌توانند از تابش سوخت هسته‌ای (که منجر به ایجاد مجموعه‌ای از اکتیندها می‌شود) و ساختارهای اطراف تولید شوند که محصولات فعال‌سازی را به همراه دارند. این ترکیب پیچیده از رادیوایزوتوپ ها با شیمی‌ها و فعالیت‌های رادیواکتیویته متفاوت، مدیریت زباله‌های هسته‌ای و مقابله با آثار ناشی از انفجارهای هسته‌ای را به ویژه مشکل‌ساز می‌کند.

### رادیوایزوتوپ های مصنوعی
رادیوایزوتوپ های مصنوعی به طور عمدی با استفاده از راکتورهای هسته‌ای، شتاب‌دهنده‌های ذره‌ای یا تولیدکننده‌های رادیوایزوتوپ سنتز می‌شوند.این فرآیندها به گونه‌ای طراحی شده‌اند که بتوانند رادیوایزوتوپ‌ها را به صورت کنترل‌شده و هدفمند تولید کنند.
علاوه بر استخراج رادیوایزوتوپ‌ها از زباله‌های هسته‌ای، این ایزوتوپ‌ها می‌توانند به طور عمدی با استفاده از راکتورهای هسته‌ای تولید شوند. در این روش، از جریان بالای نوترون‌ها که در راکتور وجود دارد، بهره‌برداری می‌شود. این نوترون‌ها عناصر قرار داده‌شده در داخل راکتور را فعال می‌کنند. یکی از محصولات معمولی که از یک راکتور هسته‌ای به دست می‌آید، ایریدیم-192 است. عناصری که تمایل بالایی برای جذب نوترون‌ها در راکتور دارند، به عنوان عناصری با مقطع عرضی نوترونی بالا شناخته می‌شوند.
شتاب‌دهنده‌های ذره‌ای مانند سیکلوتروها، ذرات را به سرعت افزایش می‌دهند تا بر روی هدفی بمباران کنند و در نتیجه رادیونوکلیدها تولید کنند. سیکلوتروها پروتون‌ها را به سمت هدف شتاب می‌دهند تا رادیونوکلیدهای منتشرکننده پوزیترون تولید کنند، به عنوان مثال، فلورین-18.
تولیدکننده‌های رادیوایزوتوپ شامل یک رادیوایزوتوپ والد هستند که با تجزیه، یک دختر رادیواکتیو تولید می‌کند. رادیوایزوتوپ والد معمولاً در یک راکتور هسته‌ای تولید می‌شود. یک مثال معمول از این نوع تولیدکننده، تولیدکننده تکنسیوم-99m است که در پزشکی هسته‌ای استفاده می‌شود. رادیوایزوتوپ والد که در راکتور تولید می‌شود، مولیبدن-99 است.
این فرآیندها و تکنیک‌ها نقش بسیار مهمی در علوم هسته‌ای و کاربردهای پزشکی دارند و به ما این امکان را می‌دهند که مواد رادیواکتیو مورد نیاز برای تشخیص و درمان بیماری‌ها را به طور مؤثر و کارآمد تولید کنیم.

## کاربرد ها
رادیوایزوتوپ ها به طور عمده در دو روش اصلی مورد استفاده قرار می‌گیرند: یا به خاطر تابش خودشان (مانند تابش‌دهی و باتری‌های هسته‌ای) و یا به خاطر ترکیب خواص شیمیایی و تابش آن‌ها (مانند ردیاب‌ها و داروهای بیوفارماسیوتیک).
در علم زیست‌شناسی، رادیوایزوتوپ های کربن می‌توانند به عنوان ردیاب‌های رادیواکتیو عمل کنند، زیرا این رادیوایزوتوپ ها از نظر شیمیایی بسیار مشابه با ایزوتوپ های غیررادیواکتیو هستند. بنابراین، اکثر فرآیندهای شیمیایی، بیولوژیکی و بوم‌شناختی با این رادیوایزوتوپ ها تقریباً به یک شکل مشابه رفتار می‌کنند. به این ترتیب، می‌توان نتایج را با استفاده از یک آشکارساز تابش، مانند شمارنده گایگر، بررسی کرد تا مشخص شود که کدام اتم‌ها در ساختارهای مختلف جذب شده‌اند. به عنوان مثال، ممکن است گیاهانی در محیطی کشت شوند که دی‌اکسید کربن موجود در آن شامل کربن رادیواکتیو باشد؛ در این صورت، بخش‌هایی از گیاه که کربن جوی را جذب می‌کنند، رادیواکتیو خواهند بود. همچنین، رادیوایزوتوپ ها می‌توانند برای نظارت بر فرآیندهایی مانند تکثیر DNA یا انتقال اسیدهای آمینه مورد استفاده قرار گیرند.
در زمینه فیزیک و زیست‌شناسی، طیف‌سنجی فلورسانس اشعه ایکس رادیوایزوتوپ ها به منظور تعیین ترکیب شیمیایی ترکیبات مختلف به کار می‌رود. تابش ناشی از منبع رادیوایزوتوپ به نمونه برخورد کرده و اشعه ایکس خاصی را در نمونه برانگیخته می‌کند. این تابش ثبت شده و ترکیب شیمیایی نمونه می‌تواند از تحلیل طیف اندازه‌گیری شده تعیین شود. با اندازه‌گیری انرژی خطوط تابش خاص، امکان تعیین عدد پروتون عنصر شیمیایی که تابش را ساطع می‌کند وجود دارد و با اندازه‌گیری تعداد فوتون‌های ساطع شده، می‌توان غلظت عناصر شیمیایی مختلف را مشخص کرد.
در پزشکی هسته‌ای، ایزوتوپ‌های رادیواکتیو برای تشخیص، درمان و تحقیق مورد استفاده قرار می‌گیرند. ردیاب‌های شیمیایی رادیواکتیو که اشعه گاما یا پوزیترون‌ها را ساطع می‌کنند، می‌توانند اطلاعات تشخیصی درباره آناتومی داخلی و عملکرد ارگان‌های خاص، از جمله مغز انسان ارائه دهند.

این اطلاعات در برخی اشکال توموگرافی مورد استفاده قرار می‌گیرد؛ مانند توموگرافی کامپیوتری انتشار فوتون‌های تک و توموگرافی انتشار پوزیترون (PET) و تصویربرداری لومینسانس چرنکف. ایزوتوپ‌های رادیواکتیو همچنین به عنوان یک روش درمانی در انواع تومورهای هماتوپوئیتیک مورد استفاده قرار می‌گیرند؛ موفقیت در درمان تومورهای جامد محدود بوده است. منابع گامای قوی‌تر نیز برای استریل کردن سرنگ‌ها و سایر تجهیزات پزشکی به کار می‌روند.
این کاربردها نشان‌دهنده اهمیت بالای رادیوایزوتوپ ها در پیشرفت‌های علمی و پزشکی هستند و نقش کلیدی در تشخیص و درمان بیماری‌ها ایفا می‌کنند.
در زمینه نگهداری مواد غذایی، تابش به منظور جلوگیری از جوانه‌زنی محصولات ریشه‌ای پس از برداشت، کشتن انگل‌ها و آفات و همچنین کنترل رسیدن میوه‌ها و سبزیجات ذخیره‌شده استفاده می‌شود. فرآیند تابش مواد غذایی معمولاً از ایزوتوپ‌های بتا-پوسیده با تابش‌های گامای قوی مانند کبالت-60 یا سزیم-137 بهره می‌برد.
در صنعت و همچنین در زمینه معدن‌کاری، رادیوایزوتوپ ها به منظور بررسی جوش‌ها، شناسایی نشت‌ها، مطالعه نرخ فرسایش، خوردگی و سایش فلزات و همچنین تحلیل در حین فرآیند از طیف وسیعی از مواد معدنی و سوخت‌ها به کار می‌روند.
در فضاپیماها، رادیوایزوتوپ ها برای تأمین انرژی و گرما استفاده می‌شوند، به ویژه از طریق ژنراتورهای ترموالکتریک رادیونوکلیدی (RTGs) و واحدهای گرمایی رادیونوکلیدی (RHUs).
در نجوم و کیهان‌شناسی، رادیوایزوتوپ ها نقش مهمی در درک فرآیندهای ستاره‌ای و سیاره‌ای ایفا می‌کنند.
در فیزیک ذرات، رادیوایزوتوپ ها به کشف فیزیک جدید (فیزیکی فراتر از مدل استاندارد) کمک می‌کنند، با اندازه‌گیری انرژی و مومنتوم محصولات بتا-پوسیده خود (به عنوان مثال، بتا-پوسیدگی دوگانه بدون نوترینو و جستجوی ذرات با جرم بزرگ که به طور ضعیف با یکدیگر تعامل دارند).
در علم بوم‌شناسی، رادیوایزوتوپ ها برای ردیابی و تحلیل آلاینده‌ها، مطالعه حرکت آب‌های سطحی و اندازه‌گیری آب‌های روان ناشی از باران و برف، همچنین نرخ جریان‌های جوی و رودخانه‌ها مورد استفاده قرار می‌گیرند.
در زمین‌شناسی، باستان‌شناسی و دیرینه‌شناسی، رادیوایزوتوپ های طبیعی برای اندازه‌گیری سن سنگ‌ها، مواد معدنی و مواد فسیلی به کار گرفته می‌شوند. این کاربردهای گسترده نشان‌دهنده اهمیت بالای رادیوایزوتوپ ها در علوم مختلف و تأثیر آن‌ها بر پیشرفت‌های علمی و تکنولوژیکی است.

## مثال ها
رادیوایزوتوپ ها در بسیاری از خانه‌ها وجود دارند، زیرا از آن‌ها در داخل رایج‌ترین نوع دتکتورهای دود خانگی استفاده می‌شود. رادیوایزوتوپ  مورد استفاده در این دتکتورها، آمریسیوم-241 (americium-241) نام دارد که با بمباران پلوتونیوم با نوترون‌ها در یک راکتور هسته‌ای تولید می‌شود. این رادیوایزوتوپ از طریق ساطع کردن ذرات آلفا و تابش گاما تجزیه می‌شود و به نپتونیم-237 (neptunium-237) تبدیل می‌گردد. دتکتورهای دود مقدار بسیار کمی از 241Am (حدود 0.29 میکروگرم برای هر دتکتور دود) را به شکل دی‌اکسید آمریسیوم (americium dioxide) استفاده می‌کنند. دلیل استفاده از 241Am این است که این رادیوایزوتوپ ذرات آلفا را ساطع می‌کند که باعث یونیزه شدن هوای داخل محفظه یونیزاسیون دتکتور می‌شود.
یک ولتاژ الکتریکی کوچک به هوای یونیزه شده اعمال می‌شود که منجر به ایجاد یک جریان الکتریکی کوچک می‌گردد. در صورت وجود دود، برخی از یون‌ها خنثی می‌شوند و در نتیجه جریان الکتریکی کاهش می‌یابد. این کاهش جریان باعث فعال شدن زنگ هشدار دتکتور دود می‌شود. به این ترتیب، دتکتورهای دود با استفاده از رادیونوکلید آمریسیوم-241 به عنوان یک عنصر کلیدی در شناسایی و هشدار در مورد خطر آتش‌سوزی عمل می‌کنند و نقش مهمی در ایمنی خانگی ایفا می‌نمایند. این فناوری نشان‌دهنده یک پیشرفت قابل توجه در زمینه امنیت و حفاظت از زندگی انسان‌ها است.

## تأثیرات بر روی موجودات زنده
رادیوایزوتوپ هایی که به نحوی به محیط زیست راه پیدا می‌کنند، ممکن است اثرات مضر و خطرناکی را به عنوان آلودگی رادیواکتیو ایجاد نمایند. این آلودگی‌ها می‌توانند به طور جدی بر روی سلامت موجودات زنده تأثیر بگذارند و در صورت استفاده بیش از حد از این مواد در فرآیندهای درمانی یا در صورت مواجهه با آن‌ها به روش‌های دیگر، می‌توانند آسیب‌های جدی ایجاد کنند که ناشی از مسمومیت با تابش باشد. آسیب‌های بالقوه‌ای که می‌تواند از قرارگیری در معرض رادیوایزوتوپ ها ناشی شود، بستگی به چندین عامل مختلف دارد و می‌تواند عملکردهای بافت‌ها و اندام‌های سالم را تحت تأثیر قرار دهد.
قرارگیری در معرض تابش می‌تواند اثرات متنوعی را به همراه داشته باشد که از قرمزی پوست و ریزش مو تا سوختگی‌های ناشی از تابش و سندرم حاد تابش متغیر است. اگر فردی برای مدت طولانی در معرض تابش رادیواکتیو قرار گیرد، ممکن است سلول‌های او آسیب ببینند و این آسیب‌ها در نهایت منجر به بروز سرطان شوند. نشانه‌های سلول‌های سرطانی ممکن است تا سال‌ها یا حتی دهه‌ها پس از قرارگیری در معرض این تابش‌ها نمایان نشوند.
این تأثیرات نشان‌دهنده اهمیت مدیریت صحیح و ایمن رادیوایزوتوپ ها و کاهش مواجهه با آن‌ها در محیط‌های مختلف است تا از خطرات جدی برای سلامت موجودات زنده جلوگیری شود. لذا، توجه به پروتکل‌های ایمنی و استفاده مسئولانه از این مواد در زمینه‌های پزشکی، صنعتی و تحقیقاتی بسیار ضروری است.

## رادیوایزوتوپ در درمان‌ هدفمند
درمان‌های هدفمند با استفاده از رادیوایزوتوپ ها در سال‌های اخیر توجه قابل توجهی را به خود جلب کرده است، به ویژه بر روی سه رادیونوکلید کلیدی: ۱۷۷Lu، ۱۳۱I و ۹۰Y. این رادیوایزوتوپ ها به دلیل قابلیت‌های تصویربرداری مشخص و خواص تولیدی خود، به عنوان سنگ بنای بسیاری از پروتکل‌های درمانی شناخته می‌شوند.

### بررسی رادیوایزوتوپ ها
رادیوایزوتوپ ۱۳۱I به طور خاص در درمان سرطان تیروئید متاستاتیک تمایز یافته مؤثر است، زیرا قادر است به مولکول‌های زیستی متصل شود. ایزوتوپ‌های مختلف آن همچنین توسعه تشخیص‌های همزمان را تسهیل می‌کنند، هرچند نگرانی‌هایی در مورد حفاظت در برابر تابش ناشی از انتشار فوتون‌ها وجود دارد. برعکس، ۹۰Y و ۱۷۷Lu رادیومتال‌هایی هستند که نیاز به پیوند شیمیایی به حامل‌ها دارند و این امر انعطاف‌پذیری را برای جایگزینی با رادیوایزوتوپ های دیگر بر اساس نیازهای درمانی خاص فراهم می‌کند. انتخاب بین این رادیومتال‌ها معمولاً به ویژگی‌های بافت هدف بستگی دارد؛ برای مثال، ۹۰Y معمولاً برای تومورهای بزرگتر استفاده می‌شود، در حالی که ۱۷۷Lu برای جذب یکنواخت‌تر بافت ترجیح داده می‌شود.

### رویکردهای درمان شخصی‌سازی شده
پتانسیل درمان‌های شخصی‌سازی شده با استفاده از رادیوایزوتوپ ها به طور فزاینده‌ای شناخته می‌شود. سفارشی‌سازی درمان‌ها بر اساس ویژگی‌های تومور فردی ممکن است شامل ترکیب‌های مختلفی از انتشارکننده‌ها مانند ۱۷۷Lu و ۹۰Y در درمان با رادیوایزوتوپ های گیرنده پپتیدی (PRRT) باشد. در حالی که ۹۰Y یک انتشارکننده بتای شناخته‌شده با دامنه طولانی است، عدم وجود سیگنال‌های قابل شناسایی آن را به بررسی گزینه‌های جایگزین سوق داده است. علاوه بر این، تأثیرات ناشی از تابش بر روی اثرات جانبی و اثرات ابسکاپال بر اثربخشی درمان نیز از زمینه‌های تحقیقاتی جاری است.

### رادیوایزوتوپ های انتشاردهنده آلفا
۲۲۳Ra یک رادیوایزوتوپ انتشاردهنده آلفا برجسته است که برای درمان سرطان پروستات مقاوم به کاسtration تأیید شده و از خواص جستجوی استخوان آن بهره‌برداری می‌کند. رادیوایزوتوپ های انتشاردهنده آلفای دیگری نیز تحت بررسی هستند که شامل ملاحظات مهمی همچون روش‌های تولید، نیمه‌عمرهای فیزیکی و رفتار دختران رادیواکتیو می‌شود. پیچیدگی‌های انتخاب رادیوایزوتوپ بهینه تحت تأثیر پیامدهای این دختران و چالش‌های مربوط به پایداری پیوند شیمیایی قرار دارد.

### عوامل مؤثر بر انتخاب رادیوایزوتوپ ها
عوامل کلیدی در انتخاب رادیوایزوتوپ های درمانی شامل توزیع زیستی، خواص دارویی، نیمه‌عمرها و ویژگی‌های دختران رادیواکتیو است. به عنوان مثال، نگرانی‌هایی درباره احتمال توزیع مجدد رادون-۲۱۹ از ۲۲۳Ra مطرح شده است، هرچند شواهد بالینی این ادعاها را تأیید نکرده‌اند. در حالی که ذرات آلفا انرژی موضعی را تحویل می‌دهند، ممکن است در برابر تومورهای ناهمگن که از اثرات آتش متقاطع بهره‌مند می‌شوند، به اندازه کافی مؤثر نباشند.
چالش‌هایی نیز در تصویربرداری کمی و دوزمتری به دلیل فلکس پایین فوتون از انتشاردهنده‌های آلفا وجود دارد. اگرچه انتشاردهنده‌های آگر مانند ۱۱۱In و ۱۲۵I مطالعات بالینی را پشت سر گذاشته‌اند، هیچ‌کدام موفق به کسب تأییدیه معمول برای استفاده درمانی نشده‌اند. رویکرد ترانوستیک—ادغام قابلیت‌های درمانی و تصویربرداری—به منظور افزایش تفکیک بیماران و برنامه‌ریزی درمان از طریق استفاده از نشانگرهای تشخیصی همزمان توصیه می‌شود.
در خلاصه، انتخاب رادیوایزوتوپ ها برای درمان‌های هدفمند یک فرآیند چندوجهی است که تحت تأثیر توزیع زیستی، داروپزشکی، سطوح جذب، اندازه‌های هدف، همگنی داخل هدف و خطرات بالقوه برای بافت‌های طبیعی قرار دارد. مطالعات بالینی جاری برای تعیین انتخاب‌های بهینه رادیوایزوتوپ ها بر اساس خواص فیزیکی و اثربخشی درمانی آنها ضروری است.

## ایزوتوپ‌های پرتوزای آزمایشگاهی
رادیوایزوتوپ‌های مصنوعی به یکی از روش‌های اساسی زیر تولید می‌شود:

### پرتودهی ایزوتوپ‌های پایدار در یک راکتور
راکتور هسته‌ای، چشمهٔ وسیعی از نوترون‌های حرارتی است. این نوترون‌ها به راحتی می‌توانند توسط ایزوتوپ‌های پایدار جذب شوند، که در این صورت ایزوتوپ حاصل دارای یک نوترون اضافی خواهد بود که عدد جرمی آن یک واحد افزایش می‌یابد. ایزوتوپ حاصل ممکن است که رادیواکتیو باشد، یعنی رادیوایزوتوپ داشته باشیم و ممکن است پایدار باشد. معادله می‌تواند به صورت زیر باشد.
AZX+10n→ A+1ZX+γ
که در رابطهٔ بالا AZX ایزوتوپ اولیه با عدد جرمی A و عدد اتمی Z و A+1ZX رادیوایزوتوپ با عدد جرمی A+1 و عدد اتمی Z است که در این رادیوایزوتوپ γ گسیل می‌شود.

### پرتودهی ایزوتوپ‌های پایدار در یک شتابدهنده یا سیکلوترون
شتابدهنده یا سیکلوترون چشمه تعداد زیادی از ذرات باردار پر انرژی در محدوده Mev (مگا الکترون ولت) است که داخل این دستگاه ذره باردار (مثل پروتون، دوترون هلیوم) به ذره هدف (ایزوتوپ) می‌تابانند و رادیوایزوتوپ تشکیل می‌شود. به فرض برای یک پروتون و هسته AZX این‌گونه می‌توان نوشت.
AZX+11P → Az+1Y+n
که در آن AZX هسته‌ای با عدد جرمی A و عدد اتمی Z و 11P پروتون و AZ+1Y رادیوایزوتوپ حاصله با عدد جرمی A و عدد اتمی Z+1 و n نیز نوترون می‌باشد.

### شکافت ایزوتوپ‌های سنگین تر
از شکافت ایزوتوپ‌های سنگین تر می‌توان ایزوتوپ‌های پرتوزای سبک‌تر تولید کرد. اندکی پس از کشف پدیدهٔ پرتوزایی، معلوم شد که رادیواکتیو طبیعی مانند 22688Ru (رادیوم ۲۲۶) و 23296Th (توریوم ۲۳۲) و Pu21084 (پلونیوم ۲۱۰) چشمه‌های با ارزشی از ذرات α است. واکنش‌های این ذرات α، نوترون تولید می‌کرد. برای بسیاری از هسته‌های سنگین تر (A=۲۰۰) جذب نوترون به تولید چندین ایزوتوپ با اعداد جرمی، از مرتبه تقریباً نصف عدد جرمی ایزوتوپ هدف می‌انجامد.

### واپاشی رادیوایزوتوپ
رادیوایزوتوپ را می‌توان از واپاشی رادیوایزوتوپ‌های سنگین هم تولید کرد که در این صورت رادیوایزوتوپ بدست آمده را رادیوایزوتوپ دختر می‌گویند. در یک سری رادیواکتیو، رادیوایزوتوپ دختر به‌طور پیوسته از واپاشی رادیوایزوتوپ مادر تولید می‌شود و با آهنگ واپاشی خود از بین می‌رود. مثل سری اورانیوم یا سری توریوم که تولید رادیوایزوتوپ‌های دختر می‌کنند.

### تولید رادیو ایزوتوپ‌ها در رآکتور
راکتورهای اتمی، ابزار اصلی ساخت رادیو ایزوتوپ‌های مصنوعی هستند و به عنوان منابع تولید نوترون محسوب می‌شوند که وابسته به فرایند شکافت هسته‌ای برای تولید نوترون می‌باشند.
رادیو ایزوتوپ‌ها یا عناصر رادیو اکتیو در رآکتورهای هسته‌ای عموماً از دو طریق تولید می‌شوند:
1. شکافت
2. بمباران نوترونی

#### شکافت
وقتی که هستهٔ اورانیم -۲۳۵ یک نوترون جذب کند، به صورت یک هسته ناپایدار در می‌آید، که بی‌درنگ به دو اتم کوچکتر شکسته می‌شود (پاره‌های شکافت). این فرایند همچنین با تولید دو یا سه نوترون و مقداری انرژی همراه است. نوترون‌های آزاد شده قادرند که هسته اورانیم -۲۳۵ دیگری را بمباران کرده و شکافت‌های متعددی را به وجود آورند. این شکافت منجر به واکنش هسته‌ای زنجیره‌ای خودنگهدار می‌شود. خیلی از رادیو ایزوتوپ‌ها یا رادیو نوکلوییدهای مفید نظیر ید-۱۳۱، مولیبدن-۹۹، زنون-۱۳۳ و سزیم-۱۳۷ در بیشتر واکنش‌های شکافت اورانیم-۲۳۵ حاصل می‌گردند. معمولاً برای این منظور مقادیر کمی از اورانیم-۲۳۵ را در رآکتور قرار می‌دهند و پس از مراحلی عملیات جداسازی ایزوتوپ‌ها را انجام می‌دهند.
برای جداسازی رادیو ایزوتوپ‌های مشخص و مورد نظر می‌توان از تکنیک‌های جداسازی شیمیایی مثل رسوب سازی، استخراج حلالی، تبادل یونی، الکترولیز، تقطیر، کروماتوگرافی و… استفاده کرد.

#### بمباران نوترونی
در بمباران نوترونی، هسته‌های پایدار مورد هدف که یک نوترون جذب می‌کنند، حاصل این برهم کنش تولید یک رادیو ایزوتوپ غنی شده از نوترون می‌باشد؛ لذا رایج‌ترین واکنش طی فرایند فوق واکنش گاما n است. بسیاری از رادیو ایزوتوپ‌های مهم در صنعت مثل کبالت-۶۰ و ایریدیم-۱۹۲ از طریق همین واکنش روی هسته‌های پایدار کبالت-۵۹ و ایریدیم-۱۹۱ انجام می‌پذیرد.
وجود طیف وسیعی از شار نوترون در محدوده نوترون در ثانیه بر سانتیمتر مربع، دسترسی نسبی به انرژی‌های متفاوت از نوترون و قابلیت تولید رادیو ایزوتوپ‌های متنوع به دلیل سطح مقطع مناسب اکثر ایزوتوپ‌ها و همچنین وجود امکانات جانبی، سهولت این استفاده را میسر می‌سازد. احتمالاً ممکن است از رآکتورهای قدرت هم برای تولید برخی از رادیو ایزوتوپ‌ها با نیمه عمر طولانی، مقیاس زیاد، اکتیویته بیشتر استفاده گردد.
(پایدار) 81Rb→81Kr→81Kr

## فهرست رادیو ایزوتوپ‌های تجاری در دسترس

### تنها امواج گاما
|                    | Isotope                            | Activity   | Half-life            | Energies (KeV) |
| ایزوتوپ‌های باریم   | 9694 TBq/Kg (262 Ci/g)             | 10.7 years | ۸۱٫۰, ۳۵۶٫۰          |                |
| ایزوتوپ‌های کادمیم  | 96200 TBq/Kg (2600 Ci/g)           | 453 days   | ۸۸٫۰                 |                |
| ایزوتوپ‌های کبالت   | 312280 TBq/Kg (8440 Ci/g)          | 270 days   | ۱۲۲٫۱                |                |
| کبالت-۶۰           | 40700 TBq/Kg (1100 Ci/g)           | 5.27 years | ۱۱۷۳٫۲, ۱۳۳۲٫۵       |                |
| ایزوتوپ‌های یوروپیم | 6660 TBq/Kg (180 Ci/g)             | 13.5 years | ۱۲۱٫۸, ۳۴۴٫۳, ۱۴۰۸٫۰ |                |
| ایزوتوپ‌های منگنز   | 287120 TBq/Kg (7760 Ci/g)          | 312 days   | ۸۳۴٫۸                |                |
| ایزوتوپ‌های سدیم    | 237540 Tbq/Kg (6240 Ci/g)          | 2.6 years  | ۵۱۱٫۰, ۱۲۷۴٫۵        |                |
| ایزوتوپ‌های روی     | 304510 TBq/Kg (8230 Ci/g)          | 244 days   | ۵۱۱٫۰, ۱۱۱۵٫۵        |                |
| تکنیتیوم-۹۹m       | ۱٫۹۵ × ۱۰۴ TBq/g (5.27 × 10۷ Ci/g) | 6 hours    | ۱۴۰                  |                |

### تنها امواج بتا
| Isotope              | Activity                  | Half-life   | Energies (KeV) |
| -------------------- | ------------------------- | ----------- | -------------- |
| استرانسیم-۹۰         | 5180 TBq/Kg (140 Ci/g)    | 28.5 years  | ۵۴۶٫۰          |
| ایزوتوپ‌های تالیم     | 17057 TBq/Kg (461 Ci/g)   | 3.78 years  | ۷۶۳٫۴          |
| کربن-۱۴              | 166.5 TBq/Kg (4.5 Ci/g)   | 5730 years  | 49.5 (average) |
| تریتیوم (Hydrogen-3) | 357050 TBq/Kg (9650 Ci/g) | 12.32 years | 5.7 (average)  |

### تنها امواج آلفا
| Isotope            | Activity                       | Half-life           | Energies (KeV) |
| ------------------ | ------------------------------ | ------------------- | -------------- |
| ایزوتوپ‌های پولونیم | 166500 TBq/Kg (4500 Ci/g)      | 138 days            | ۵۳۰۴٫۵         |
| اورانیم-۲۳۸        | 12580 KBq/Kg (0.00000034 Ci/g) | 4.468 billion years | ۴۲۶۷           |